# 清遠市
清遠市（せいえん-し）は中華人民共和国の広東省に位置する地級市。広東省で面積が最も大きい地級市である。

## 地理
広東省の北部に位置し、韶関市、広州市、仏山市、肇慶市、広西チワン族自治区賀州市、湖南省永州市、湖南省郴州市と接する。

## 歴史
清遠は南朝の県であったが、清遠の行政状況は、隋朝の開皇十年( 紀元590年 ) に清遠郡に遡った1911年に中華人民共和国が結成されるまで、清遠は広州（中国：広州府）に支配され、清の下では清原郡として知られていた。その後、都道府県レベルに昇格した。1988年1月7日に清遠県を清遠市と改めた。

## 行政区画
2市轄区・2県級市・2県・2自治県を管轄する。
- 市轄区：
  - 清城区・清新区
- 県級市：
  - 英徳市・連州市
- 県：
  - 仏岡県・陽山県
- 自治県：
  - 連山チワン族ヤオ族自治県・連南ヤオ族自治県

| 清遠市の地図                                                                                |
| ------------------------------------------------------------------------------------------- |
| 清城区 清新区 仏岡県 陽山県 連山 チワン族 ヤ オ 族 自治県 連南ヤオ族 · 自治県 英徳市 連州市 |

### 年表
この節の出典
- 1988年1月7日 - 広東省広州市清遠県が地級市の清遠市に昇格。清城区・清郊区を設置。(2区4県2自治県)
  - 広州市仏岡県、韶関市英徳県・陽山県・連県・連山チワン族ヤオ族自治県・連南ヤオ族自治県を編入。
- 1992年5月18日 - 清郊区が県制施行し、清新県となる。(1区5県2自治県)
- 1994年1月12日 - 英徳県が市制施行し、英徳市となる。(1区1市4県2自治県)
- 1994年4月22日 - 連県が市制施行し、連州市となる。(1区2市3県2自治県)
- 2009年2月 - 清新県の一部が清城区に編入。(1区2市3県2自治県)
- 2012年11月15日 - 清新県が区制施行し、清新区となる。(2区2市2県2自治県)

## 交通
- 鉄道
  - 京広線
  - 京広高速鉄道
  - 広清都市間鉄道（中国語版）
- 道路
  - 京珠高速道路
  - 広清高速道路

## 姉妹都市
- ブリッジポート、アメリカ合衆国